# Francesco Maria Della Rovere
Francesco Maria Della Rovere (ur. 13 lutego 1695 w Genui, zm. 1768 tamże) – polityk genueński. Był ostatnim przedstawicielem genueńskiej gałęzi z Rzymu wywodzącego się rodu Della Rovere
Od 29 stycznia 1765 do 29 stycznia 1767 był Francesco Maria Della Rovere dożą Genui.